# ميشيل برودوم
ميشيل جورج جان غيلان برودوم (ولد في 24 يناير 1959 في مدينة آرلون) يعرف بمسمى ميشيل برودوم، مدرب كرة قدم بلجيكي الجنسية، كان يلعب في مركز الحراسة، ولعب للمنتخب البلجيكي يبلغ طوله 1.83 متر. درب نادي الشباب السعودي في عام 2011 وحصل معه على الدوري السعودي 2011 بدون أي خسارة في انجاز تاريخي للمدرب. وفي 2013 قرر الشباب وبرودوم بفسخ العقد بينهما بالتراضي. ظل مدرب نادي كلوب بروج بين سنوات 2013-2017. يدرب حاليًا نادي ستاندارد لييج.

## سجله كحارس مرمى سابق
- بدأ برودوم مسيرته الكروية الناجحة في فريق ستاندر دي لياج والذي كان من ناشئيه ولعب للفريق الأساسي له عام 1977 ولعب في الفريق الأول لمدة كبيرة.
- انتقل برودوم إلى صفوف ميشلين في عام 1986 وكان من دعائم الفريق الأساسية حتى عام 1994 الذي فيه انتقل إلى صفوف فريق بنفيكا البرتغالي.
- لعب برودوم في صفوف المنتخب البلجيكي لمدة كبيرة فبدأ مسيرته مع منتخب بلاده في عام 1978 وفي مباراة النمسا لتصفيات كأس الأمم الأوروبية.
- كما لعب برودوم للمنتخب البلجيكي في بطولة كأس العالم 1990 في إيطاليا إضافة إلى 1994 في الولايات المتحدة الأمريكية قبل أن يعتزل اللعب نهائياً عام 1999.

## سجله كمدير فني
- بدأ برودوم مسيرته التدريبية في عام 2001 مع فريقه ستاندر دي لياج ودربه لمدة عام حتى 2002 إلا أنه لم يحقق معهم بطولات.
- ثم عاد مرة أخرى إلى ستاندر دي لياج عام 2006 وحقق مع الفريق الدوري البلجيكي للمرة الأولى في تاريخه في موسم 2007 - 2008.
- ويعتبر هذا الإنجاز هو نقطة تحوّل هذا المدرب إلى عالم النجومية في التدريب ليتقدم بعدها العديد من الأندية الأوروبية للظفر بخدمات هذا المدرب ولكنه في خطوة مفاجئة فضل التوقيع لنادي جينت البلجيكي ليحرز معه المركز الثالث بالدوري وبطولة الكأس.
- ثم تولى مسئولية فريق تيفنتي الهولندي، قبل أن يرحل عنه ويتجه إلى صفوف نادي الشباب السعودي في عام 2011 وحصل مع نادي الشباب السعودي على الدوري بدون أي خسارة وفي انجاز تاريخي للنادي وللمدرب. في 18 من سبتمبر 2013 قرر نادي الشباب السعودي والمدرب برودوم بفسخ العقد بين الطرفين بالتراضي قبل ان ينتقل لتدريب كلوب بروج البلجيكي.

## روابط خارجية
- ميشيل برودوم على موقع الاتحاد الدولي (مؤرشف)  (الإنجليزية)
- ميشيل برودوم على موقع الاتحاد الأوربي (الإنجليزية)
- ميشيل برودوم على موقع الاتحاد البلجيكي (الإنجليزية)
- ميشيل برودوم على موقع قاعدة بيانات كرة القدم.إي يو (الإنجليزية)
- ميشيل برودوم على موقع بيانات كرة القدم. دي إي (الألمانية)
- ميشيل برودوم على موقع ليكيب (الفرنسية)
- ميشيل برودوم على موقع ناشيونال فوتبول تيمز (الإنجليزية)
- ميشيل برودوم على موقع Soccerway.com (الإنجليزية)
- ميشيل برودوم على موقع عالم كرة القدم.نت (الإنجليزية)